# Цинга
Цинга́ (пол. dzięgna; синоним скорбу́т, лат. scorbutus) — болезнь, вызываемая недостатком витамина C (аскорбиновая кислота), который приводит к нарушению синтеза коллагена, вследствие чего соединительная ткань теряет свою прочность.

## История
Первые достоверные сведения об этой болезни относятся к эпохе крестовых походов, а именно к началу XIII века, и касаются заболеваний среди экипажей кораблей. Ещё большее распространение так называемый «морской скорбут» получил во второй половине XV века в эпоху первых кругосветных мореплаваний. Так, корабль Васко да Гамы в 1495 году потерял на пути в Индию более ста из 160 членов экспедиции. Капитан Кук включал в рацион команды большое количество фруктов, таким образом удалось вылечить всех цинготных больных. Историки медицины подсчитали, что с 1500 по 1800 год от цинги, тяжёлой болезни, возникавшей обычно на кораблях в дальних плаваниях, умерло около двух миллионов моряков. Это превышало человеческие потери во всех морских сражениях того времени. На материке массовые заболевания цингой имели место, как правило, в изолированных местах скопления людей: осаждённых крепостях, тюрьмах, удалённых посёлках.
Теория инфекционного характера заболевания долгое время доминировала среди людей, не понаслышке знающих об ужасах чумы, тифа и других страшных болезней. Однако моряки в своих странствиях заметили, что на судах, идущих домой, на которых цитрусовые составляли значительную часть провизии, потери от цинги были значительно меньшими. Так, начиная с собственного плавания 1593—1594 годов, Ричард Хоукинс рекомендовал морякам от цинги пить апельсиновый или лимонный сок. Поэтому очень скоро служащие на флоте стали получать паёк, значительно отличавшийся от привычного военного пайка (отсюда, например, взялось одно из прозвищ английских моряков — «лаймиз» (англ. limeys), дословно — «лимонники»). Пётр I, начиная создавать в 1703 году российский флот, учился кораблестроению в Голландии и вводил в практику именно голландские рационы для моряков, включавшие лимоны и апельсины, которые доставляли с юга Европы. Квашеная капуста, по немецкому примеру, или клюква, по американскому, могли бы решить для России ту же проблему значительно проще.
В 1747 году главный врач Морского госпиталя Госпорта Джеймс Линд, проведя первое в мире клиническое исследование, доказал, что зелень и цитрусовые способны предотвратить развитие цинги.
Ввиду устоявшегося мнения об инфекционной природе данного заболевания, долгое время Линд подвергался критике со стороны видных британских медиков. 
Антарктические экспедиции конца XIX — начала XX века (Р. Скотт, Э. Шеклтон и другие) для профилактики цинги включали в рацион, при каждой возможности, свежедобытое мясо птиц и морских животных. Цингой болели и русские покорители Арктики начала XX века (в частности, команды экспедиций Брусилова, Седова, Русанова). Тогда основной мерой профилактики они называли теплую медвежью кровь.
В 1895 году русский патофизиолог Виктор Васильевич Пашутин (1845 —1901) трактовал природу цинги, как болезни неполноценного питания и предположил, что болезнь развивается от недостатка в пище некоторых органических веществ (названных впоследствии витаминами), которые не синтезируются в самом организме, а содержатся в растительных продуктах. В дальнейшем его выводы полностью подтвердились.
В 1932 году группой американских учёных было доказано, что цинга вызывается исключительно недостатком витамина C и ничем иным. Это открытие было удостоено Нобелевской премии по физиологии или медицине в 1937 году.
С появлением общедоступных синтетических витаминов цинга практически исчезла. В настоящее время лёгкий гиповитаминоз С, так называемая цинга 1 степени, у взрослых проходит без последствий, а тяжёлые осложнения практически не встречаются.

## Патогенез
Метаболическая роль витамина С определяется его участием в ряде биохимических процессов:
- образование нейромедиатора серотонина из триптамина
- образование белка коллагена — основы соединительной ткани
- образование гормонов щитовидной железы

## Симптомы
При полном прекращении поступления аскорбиновой кислоты в организм цинга развивается в период от 4 до 12 недель; при гиповитаминозе С клинические проявления менее выражены и появляются в более поздние сроки, обычно через 4-6 месяцев.
В первую очередь цинга характеризуется ломкостью сосудов с появлением на теле характерной геморрагической сыпи, кровоточивости дёсен. Это обусловлено тем, что коллаген, в синтезе которого участвует витамин С, является важной составляющей сосудистой стенки.
У детей угнетается костеобразование. У взрослых ослабевает прикрепление надкостницы к костям и фиксации зубов в лунках, что приводит к их выпадению. Появление поднадкостничных кровоизлияний вызывает боли в конечностях.
Также отмечаются снижение иммунитета и появление гипохромной анемии.

## Лечение и профилактика
Лечение и профилактика состоят в нормальном обеспечении организма человека витамином C.
Физиологическая потребность в аскорбиновой кислоте — 30-90 мг/сутки.

## Гиповитаминоз С у животных
Данное заболевание чаще регистрируется у свиней, собак, пушных и у крупного рогатого скота, реже — у лошадей и овец. Заболевание возникает при преобладании в рационах мучнистых кормов и комбикормов без витаминной травяной муки. Больные гиповитаминозом С животные угнетены, у них ухудшается аппетит, понижается продуктивность, они отстают в росте. Прогноз в начале заболевания и при своевременном лечении благоприятный. 
Болеют главным образом молодые животные в период стойлового содержания зимой и весной. Диагноз ставят на основании анализа рациона, клинических и патоморфологических признаков, а также данных химического определения витамина С в крови и моче, гистохимического определения его в надпочечниках.

## Цинга в литературе
В сборнике «Смок Беллью» Джека Лондона рассказ «Ошибка Господа Бога» посвящён цинге. В одной деревушке все жители, с избытком обеспеченные сушеными и консервированными овощами и фруктами, поголовно заболели тяжелой формой цинги. Проведённое Смоком Беллью расследование выявило, что единственный не поражённый болезнью человек прятал мешок сырой картошки, которая содержит значительное количество витамина С. Конфискованного мешка оказалось достаточно, чтобы спасти всех оставшихся в живых больных. Рассказ основан на утверждении, что в сушеных и консервированных фруктах витамины разрушаются полностью, тогда как по современным данным (еще не известным во время написания рассказа), для восполнения суточной потребности в витамине С достаточно ежедневно выпивать 300 грамм консервированного апельсинового сока.